# زخم‌های آشکار
زخم‌های آشکار (به انگلیسی: Puncture Wounds) یک فیلم اکشن آمریکایی محصول سال ۲۰۱۴ به کارگردانی جورجیو سرافینی و جیمز کوین با بازی کانگ لی، دولف لاندگرن، وینی جونز و بریانا اویگان است. این فیلم درباره جان نگوین، (با بازی لی) کهنه سرباز جنگی است که از اختلال استرس پس از حوادث جنگ رنج می‌برد. او پس از نجات یک زن روسپی،  یک جنایتکار محلی، بنام هالیس (با بازی لاندگرن) آنها را برای مرگ علامت گذاری می‌کند. این فیلم در ۱۱ مارس ۲۰۱۴ مستقیماً به صورت ویدیویی در ایالات متحده منتشر شد و پس از آن در سایر کشورها انتشار محدودی داشت.
فیلمبرداری ۱۷ روز در سال ۲۰۱۳ طول کشید. کانگ لی گفت که او متحمل چندین آسیب جزئی شد اما این را بهترین عملکرد بازیگری خود تا کنون می‌داند.